# Ломбард, Луиза
Луиза Ломбард (англ. Louise Lombard; род. 13 сентября 1970) — британская актриса, известная главной ролью в сериале BBC «Дом сестер Эллиотт», где она снималась с 1991 по 1994 год.

## Карьера
Ломбард родилась в Лондоне (Англия) и получила образование в колледже Святого Эдмунда Кембриджского университета. За свою карьеру она чаще всего появлялась на телевидении. На большом экране актриса имела значимые роли в фильмах «Мумия: Принц Египта» (1998) и «Идальго» (2004). В 1994 году, после успеха сериала «Дом сестер Эллиотт», журнал People включил её в свой список пятидесяти самых красивых людей мира. На американском телевидении Ломбард наиболее известна благодаря своей роли в сериале «C.S.I.: Место преступления», где она появилась в пятидесяти двух эпизодах в период между 2004 и 2011 годами.
В 2004 году Луиза Ломбард снялась в российском фильме Евгения Лаврентьева «Личный номер». В 2009 году Ломбард была утверждена на ведущую роль в сериале «Морская полиция: Лос-Анджелес» и первоначально появилась в «Морская полиция: Спецотдел», в эпизоде-встроенном пилоте, однако была уволена из-за негативной реакции зрителей на её персонажа. В 2010 году у актрисы была второстепенная роль в сериале «Звёздные врата: Вселенная». Затем она снялась в двух неудачных пилотах The CW «Отбор», в 2012 и 2013 годах, где играла королеву, а в 2013 году Ломбард получила одну из главных ролей в пилоте Lifetime «Лотерея», но позже была заменена на Афину Карканис. Однако, в 2012 году все же можно было увидеть актрису на экране – в одной серии «Менталиста». 
В 2014-м Ломбард была занята в двух сериалах: «Кислород» и «Гримм». В 2019-м её можно было увидеть в сериалах «Как избежать наказания за убийство» и «Правосудие». 
В 2020 году состоялась мировая премьера фильма «После. Глава 2», в котором Луиза Ломбард исполнила роль Триш Дэниелс. В начале сентября 2021-го в российский прокат выйдет «После. Глава 3», где также появится Триш. В 2022 году вышел фильма После. Долго и счастливо. Фильмы серии «После» основаны на романах-бестселлерах Анны Тодд. В сентябре 2023 года выйдет в прокат фильм После. Навсегда